# Trotorhombia
Trotorhombia är ett släkte av fjärilar. Trotorhombia ingår i familjen Uraniidae.
Kladogram enligt Catalogue of Life:
| Trotorhombia | \| \| Trotorhombia bisinuata \| \| \| \| \| \| Trotorhombia metachromata \| \| \| \| |
|              | \| \| Trotorhombia bisinuata \| \| \| \| \| \| Trotorhombia metachromata \| \| \| \| |
|              | Trotorhombia bisinuata                                                               |
|              |                                                                                      |
|              | Trotorhombia metachromata                                                            |
|              |                                                                                      |